# IAd
Pour les articles homonymes, voir IAD.
iAd est une plate-forme de publicité mobile, développé par Apple Inc. pour ses iPhones, iPods Touch, et iPads, permettant aux développeurs tiers d'intégrer directement des publicités dans leurs applications,.
iAd a été annoncé par Apple le 8 avril 2010 en même temps qu'iOS 4. À l'origine prévue pour une sortie le 21 juin 2010, la date a été repoussée au 1er juillet 2010. La plate-forme a été conçue pour concurrencer le service de publicité mobile Google AdMob.
Similaire à AdMob, iAd facilite l'intégration de publicités dans les applications vendues sur l'App Store. Si l'utilisateur tape sur une bannière, un écran publicitaire apparaît directement à l'intérieur de l'application, à la différence d'autres annonces qui envoyaient l'utilisateur dans le navigateur Safari. Les annonces devaient être plus interactives que sur les autres services de publicité, et les utilisateurs étaient en mesure de fermer à tout moment, de retourner à l'endroit où ils ont laissé leur application.
L'ancien PDG d'Apple, Steve Jobs, a d'abord affirmé qu'Apple conserverait 40 % des recettes des publicités avec donc 60 % pour les développeurs. Le montant payé pour les développeurs a par la suite augmenté à 70 %. iAd était prévue pour des applications gratuites et a été abandonnée au 30 juin 2016.

## Historique
- Mars 2010 - acquisition de Quattro Wireless, qui se spécialise dans la publicité mobile.
- 1er juillet 2010 - lancement de la plateforme iAd sur iOS 4.0 pour iPhone/iPod touch.
- Novembre 2010 - iAd est disponible pour l'iPad dans l'iOS 4.2(.1).
- Décembre 2010 - lancement au Royaume-Uni et en France.
- Janvier 2011 - lancement en Allemagne.
- Février 2011 - Apple abaisse le montant minimum des contrats de publicité à 500 000 $ pour attirer les petits annonceurs.
- 8 juillet 2011 - Apple abaisse le montant minimum des contrats de publicité à 300 000 $ pour faire revenir quelques-uns des grands clients disparus au profit d'un concurrent. En particulier, Citigroup et le détaillant américain JC Penney.
- Février 2012 - Apple abaisse le montant minimum des contrats de publicité à 100 000 $ pour concurrencer au maximum Google. La part des revenus publicitaires est augmentée à 70 %.
- Juin 2013 - Apple baisse le montant minimum de la publicité à 50 $ en raison du faible taux de remplissage[6].
- Janvier 2016 - Apple annonce abandonner l'Application iAd dès le 30 juin 2016[7].
- Juin 2016 - La plate-forme iAd est officiellement fermée[8].